# Katedra św. Patryka w Dublinie

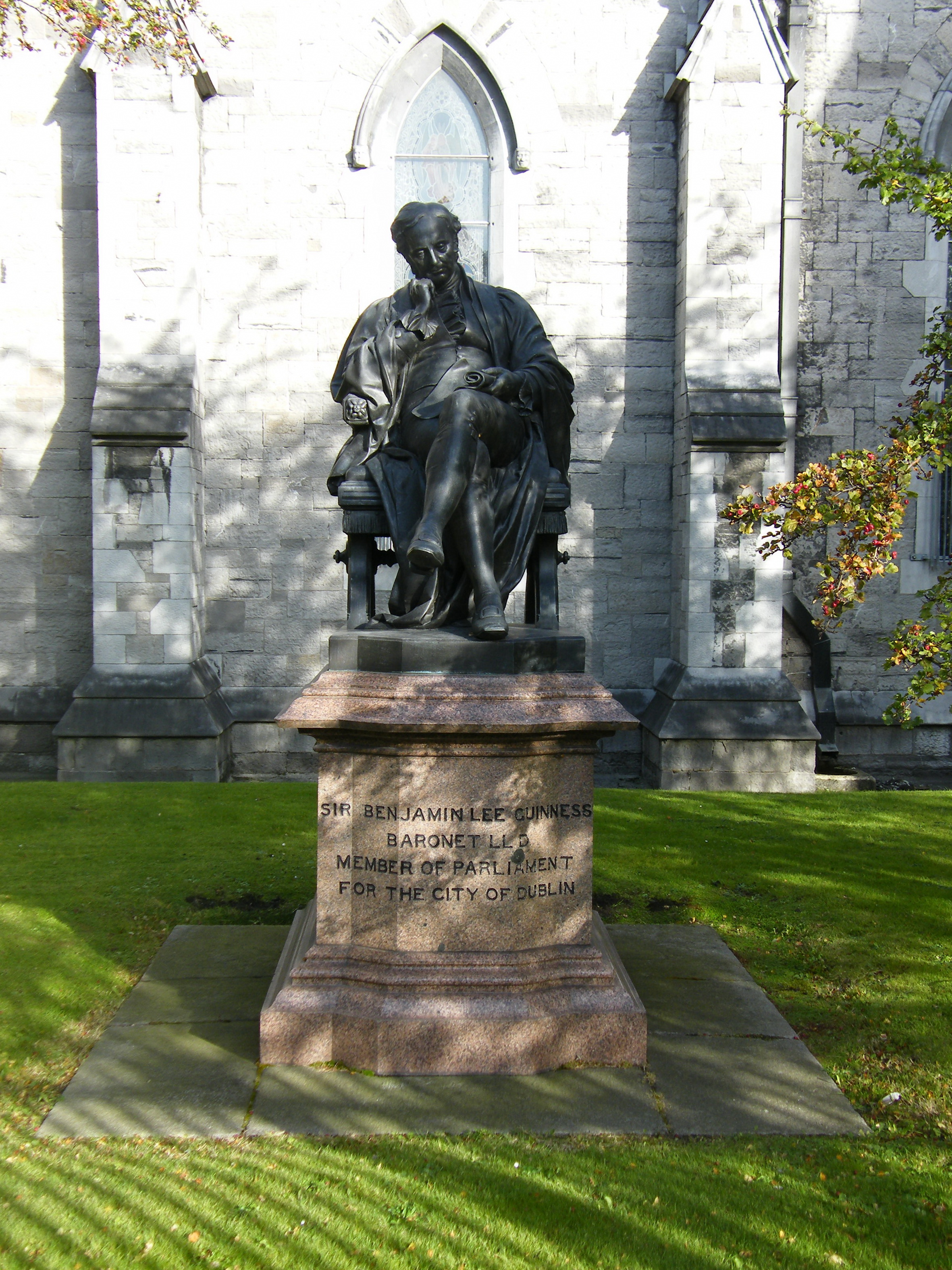
Posąg donatora katedry Benjamina Guinnessa, dłuta Johna Henry Foleya

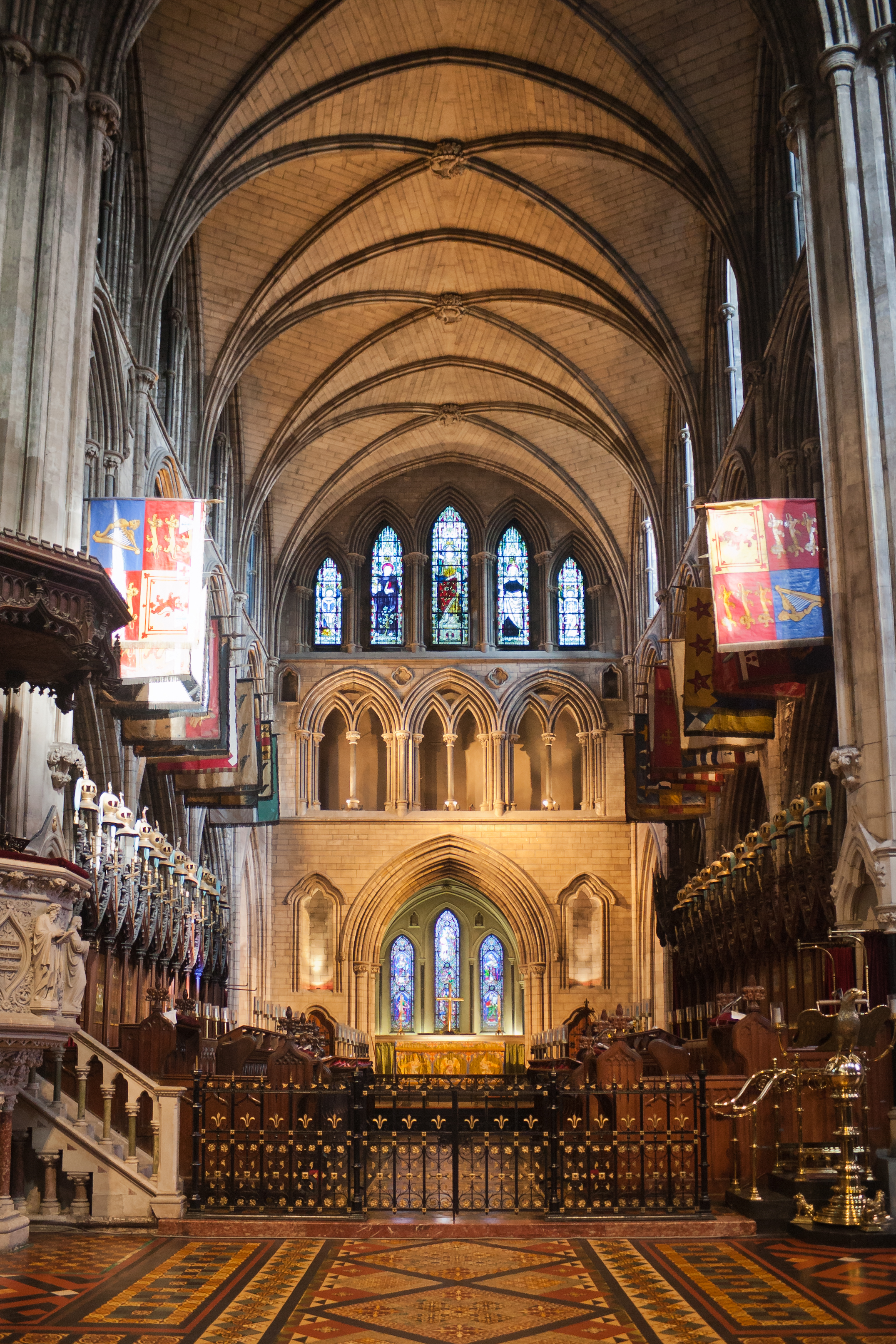
Wnętrze – widok w kierunku prezbiterium

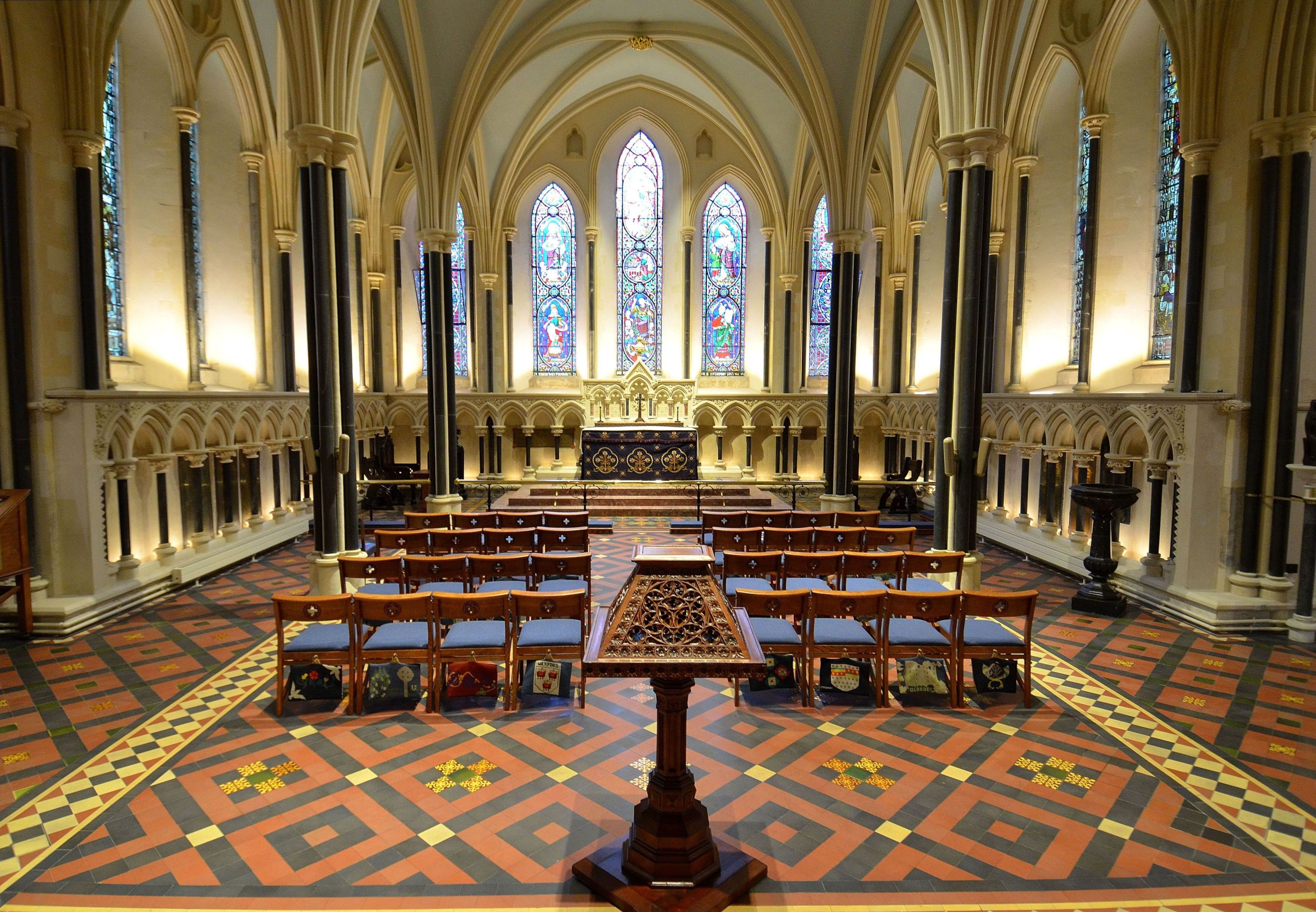
Kaplica Mariacka (Lady Chapel)

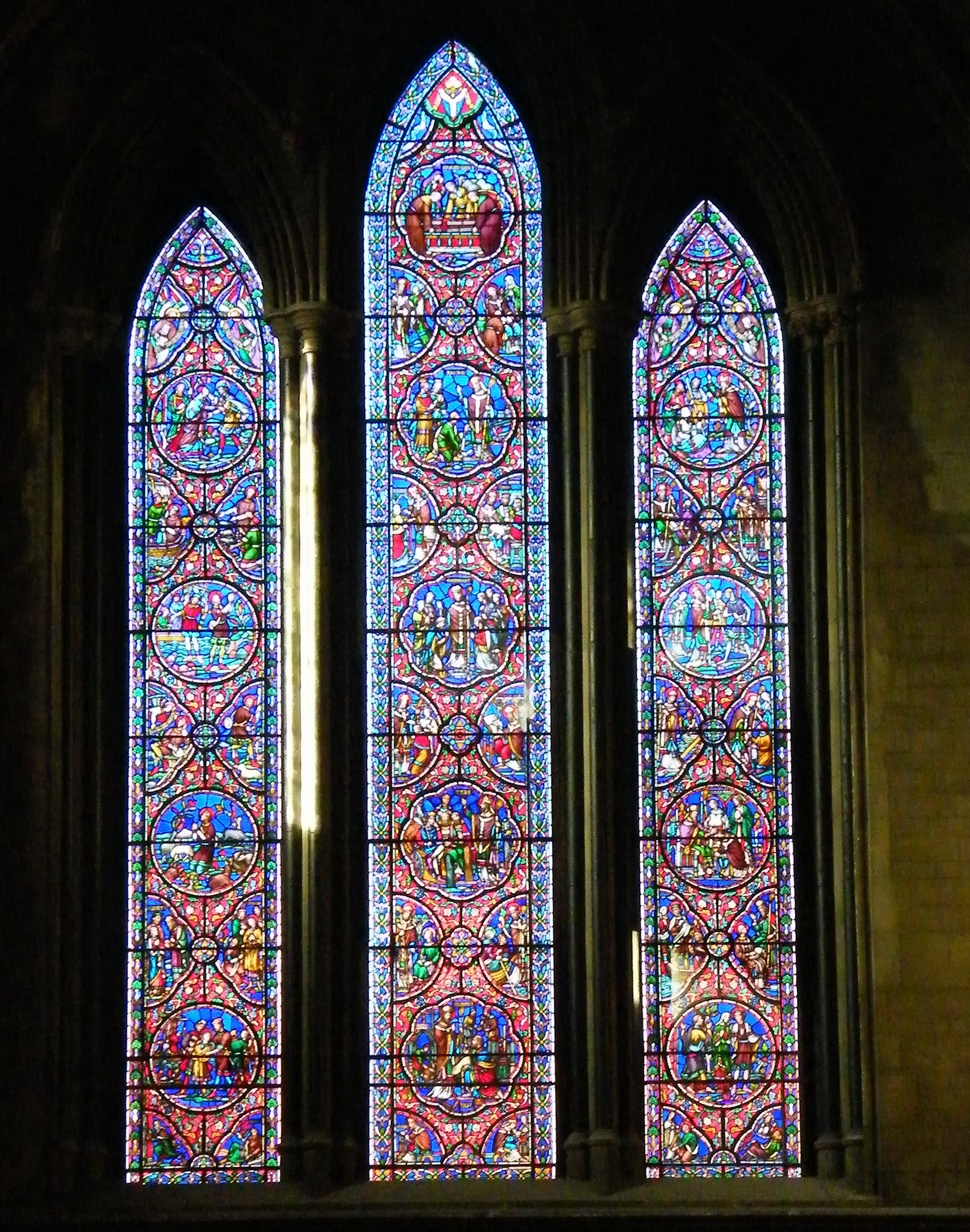
Jeden z witraży w zachodniej części katedry – dzieło firmy William Wailes & Co.

Katedra Świętego Patryka (ang. Saint Patrick’s Cathedral, irl. Árd Eaglais Naomh Pádraig; pełna nazwa katedry: The National Cathedral and Collegiate Church of Saint Patrick – Katedra Narodowa i Kolegiata Świętego Patryka) – kościół położony w Dublinie, jedna z dwóch świątyń Kościoła Irlandii noszących miano katedry w tym mieście (druga, będąca siedzibą biskupa, to katedra Kościoła Chrystusowego).
Katedra św. Patryka jest największą budowlą sakralną w Irlandii i ma status katedry narodowej. Są w niej pochowane tak znane osobistości jak irlandzki pisarz Jonathan Swift.

## Historia

### Okres przedreformacyjny
Katedrę wybudowano dla upamiętnienia misjonarskiej działalności Świętego Patryka w Irlandii w V w. Święty Patryk działał m.in. na terenach, na których powstało potem miasto Dublin. Miał wykorzystać jedno z tryskających tam źródeł do udzielania sakramentu chrztu; owo źródło znajduje się w pobliżu murów kościoła. Na pamiątkę tego wydarzenia zbudowano w tym miejscu drewniany kościół, który w 1190 r., za rządów biskupa Johna Comyna, otrzymał status katedry. W roku 1270 w miejscu drewnianego kościoła zbudowano kamienną katedrę zachowaną do dziś. Wybudowana w stylu angielskiego wczesnego gotyku świątynia była wówczas największą budowlą sakralną w Irlandii i taką pozostała do dziś. W 1316 r. przy katedrze wybudowano wieżę zwieńczoną iglicą. W 1362 r. pożar pochłonął wieżę i część nawy zachodniej, odbudowano je jednak po ośmiu latach. Wieża otrzymała nazwę Minota (Minot’s Tower) od nazwiska arcybiskupa Minota, który nadzorował jej odbudowę. Wieża ma obecnie 43 m wysokości.

### Okres po nastaniu reformacji
Król Anglii Henryk VIII zerwał w I poł. XVI w. kontakty z kościołem katolickim z Rzymu i doprowadził do ustanowienia niezależnego Kościoła anglikańskiego, co miało konsekwencje również dla katedry św. Patryka. Kanonicy katedralni początkowo protestowali, później jednak skapitulowali, składając stosowne podpisy. Majątek i dochody katedry przeszły na własność korony angielskiej. Wewnątrz zniszczono wizerunki świętych, a sam budynek katedry popadł w ruinę. W 1544 roku runął dach nad zachodnią częścią nawy głównej. Za czasów króla Edwarda VI katedra pełniła funkcję kościoła parafialnego i rozpoczęto jej odbudowę. W katedrze znaleźli schronienie hugenoci, którzy uciekli z Francji przed prześladowaniami. Mogli oni tu odprawiać nabożeństwa w ojczystym języku. Przez 32 lata dziekanem katedry był znany pisarz epoki Oświecenia, Jonathan Swift. Walczył on o prawa Irlandczyków, a po śmierci w 1745 r. został pochowany w katedrze obok swej przyjaciółki Esther Johnson. Pomimo remontu budynek katedry popadał w ruinę. W latach 1687–1795 katedrę wielokrotnie uszkadzały powodzie. W 1792 r. odwołano sprawowanie w nim mszy ze względu na bezpieczeństwo wiernych.
W XIX w. podjęto prace renowacyjne dzięki zabiegom i wsparciu finansowemu rodu Guinness, znanego z produkcji piwa o tej nazwie. Posadzkę nawy podniesiono do poziomu posadzki w prezbiterium. Największą prawdopodobnie zmianą było jednak usunięcie lektoriów oddzielających nawę od prezbiterium i ramion transeptu. W roku 1865 otwarto częściowo odnowioną katedrę, ale prace renowacyjne trwały nadal. Guinnessowie wydali ogółem ok. 150 000 funtów na renowację katedry. Do 1871 roku świątynia pełniła funkcję katedry wspólnie z katedrą Kościoła Chrystusowego. Ponieważ istnienie dwóch świątyń narodowych w jednym mieście przysparzało problemów, podjęto decyzję, iż siedzibą arcybiskupa będzie katedra kościoła Chrystusowego, natomiast kościół św. Patryka pozostanie jedynie świątynią narodową zachowując tytuł katedry ze względu na ważną rolę, jaką odegrał w dziejach Irlandii.
Obecnie katedra ma status pomnika narodowego Irlandii. Na bieżąco prowadzone są prace konserwacyjne, mające zagwarantować, iż katedra nie popadnie ponownie w ruinę. Finansowanie tych prac pochodzi z opłat za wstęp, pobieranych od setek tysięcy turystów odwiedzających każdego roku katedrę.

## Architektura
Katedra św. Patryka została zbudowana na planie krzyża łacińskiego. Ma łącznie 74 m długości, w tym: nawa główna 40 m, prezbiterium 17 m i Kaplica Mariacka (za ołtarzem głównym) 17 m. Kamienne sklepienie podtrzymują smukłe filary. Wyposażenie wnętrza jest skromne. Najsłynniejszym z pomników jest wykonany w 1631 z czarnego marmuru i alabastru posąg drugiej żony pierwszego hrabiego Cork. W nawie południowej znajduje się popiersie Jonathana Swifta, dziekana katedry w latach 1713–1745.

### Kaplica Mariacka
W Europie Północnej w XIII i XIV w. powszechną praktyką stało się na wznoszenie kaplicy za ołtarzem i dedykowanie jej Najświętszej Maryi Pannie. Kaplica Najświętszej Maryi Panny (Mariacka, Lady Chapel) w katedrze Świętego Patryka została zbudowana w 1270 r. przez arcybiskupa Fulka de Saunford i, podobnie jak w pozostała część budynku, została odrestaurowana w XIX w. Kaplica była przez pewien czas znana jako „Kaplica Francuska” („French Chapel”), jako że w latach 1666–1816 była używana przez francuskich hugenotów. Północna jej strona jest dedykowana św. Piotrowi, a południowa – św. Szczepanowi. Niektórzy z hugenotów, w tym Elie Bouhereau, pierwszy bibliotekarz Marsh’s Library, zostali upamiętnieni tablicami pamiątkowymi wiszącymi na ścianie kaplicy. Innym interesującym obiektem w kaplicy jest krzesło, z którego, według podań, korzystał król Wilhelm III Orański podczas nabożeństwa po zwycięstwie w bitwie nad Boyne.
Sklepienie Kaplicy Mariackiej wspierają cztery smukłe kolumny z ciemnoszarego kamienia. Biały, kamienny ołtarz jest oświetlany światłem wpadającym do środka przez pięć wąskich okien.
W dni powszednie większość nabożeństw odprawiana jest w Kaplicy Mariackiej. Wykorzystywana jest ona też w celach edukacyjnych i do prób chóru katedralnego.
W październiku 2012 zamknięto Kaplicę Mariacką w celu przeprowadzenia renowacji. Kaplica została ponownie udostępniona wiernym i zwiedzającym w lipcu 2013.

### Baptysterium
Najstarszą częścią katedry jest baptysterium, którego sklepienie zostało wykonane z białego kamienia. Ściany baptysterium zdobią wzory ciemnobłękitne, geometryczne wzory, a dopływ światła zapewniają trzy okna. Wyposażenie baptysterium stanowi skromna, prostokątna chrzcielnica.

### Witraże
Witraże były pierwotnie wykorzystywane do objaśniania historii zawartych Biblii w czasie, gdy większość ludzi nie potrafiła czytać i pisać. Historia zawarta w oknie witrażowym przebiega raczej od dołu do góry, niż od lewej do prawej (jak w wypadku czytania książki). Narracja zawsze zaczyna się od obrazu w dolnej części lewego panelu okna. Oryginalne okna w katedrze św. Patryka nie zachowały się. Najstarsze z nich pochodzą z połowy XIX w.
Na zachodnim krańcu katedry znajduje się okno św. Patryka, które ukazuje jego życie za pomocą 39 obrazów, od momentu jego porwania w Walii aż do śmierci w Irlandii. Okno to zostało wykonane przez firmę William Wailes & Co. z północnej Anglii i zamontowane w XIX w. w okresie prac konserwatorskich finansowanych przez Guinnessów. Zostało ono całkowicie odnowione w roku 2004 za sumę 500 000 funtów. Firma William Wailes & Co. wykonała również główne okna do południowego transeptu i okna w obejściu Kaplicy Mariackiej.
Okno w północnej transeptu dedykowano Edwardowi Cecilowi Guinnessowi, synowi Benjamina Lee Guinnessa. Edward Guinness kontynuował zapoczątkowane przez ojca dzieło finansowania remontu budynku katedry. Trzy z czterech innych okien północnego ramienia transeptu upamiętniają trzy różne wojny – I wojnę światową, wojnę krymską i II wojnę burską. Kolejne okno w północnym ramieniu transeptu dedykowane zostało Irlandczykom, którzy zginęli w wojnie burskiej.
Jedno z okien w południowej nawie prezbiterium upamiętnia kolejną przedstawicielkę rodu Guinnessów, Annie Lee Plunkett, żonę arcybiskupa Plunketta i córkę Benjamina Lee Guinnessa, znaną ze swej działalności charytatywnej.

### Drzwi pojednania
W zachodnim końcu nawy znajdują się stare drzwi z otworem w środku, który jest śladem gwałtownego konfliktu pomiędzy książętami Kildare a Ormonde w roku 1492. Książę Ormonde schronił się przed przeciwnikiem w kapitularzu katedry. Ponieważ wkrótce zawarto rozejm, książę Kildare wyciął w drzwiach katedry otwór, aby móc uścisnąć rękę swego przeciwnika na znak zgody.